# Weifa
Weifa  — була норвезькою фармацевтичною компанією зі штаб-квартирою в Осло з виробничими потужностями в Крагере. Компанію придбала компанія Karo Pharma.
Weifa - один з найбільших у світі виробників метформіну гідрохлориду та провідний виробник алкалоїдних опіатів . Виробничі потужності відповідають стандартам GMP.

## Історія
Weifa була заснована фармацевтом Олафом Вайдером в 1940 році. 

## Терапевтичні напрямки
Weifa зосереджується на трьох терапевтичних областях:
1. Управління болем
2. Управління діабетом
3. Харчові добавки

## Продукти
- bra!: олія примули вечірньої.
- Bronkyl: відхаркувальний засіб. [6]
- Дексил : назальний спрей. [7]
- Фанальгін: Знижувач болю та знижувач температури з додаванням кофеїну. [8]
- Ferromax: добавка заліза. [9]
- Fluormax: добавка фтору. [10]
- Ibux: торгова марка ібупрофену.
- Ibux гель: гель версія Ibux. [11]
- Nazamér: Спрей із солоною водою. [12]
- Nazaren: назальний спрей. Спрей з солоною водою. [13]
- Paracet: торгова марка парацетамолу. [14]
- Paracetduo: Подібно до Paracet з додаванням кофеїну з посиленою дією знижувача болю. [15]
- Proxan: торгова марка напроксену. [16]
- Pyrivir: полегшує симптоми герпесу. [17]
- Samin: купірування симптомів у пацієнтів з артрозом.
- Tigerbalsam: жаропідвищуючий засіб. [18]
- Туссен: ліки від кашлю. [19]
- Weifa-С Nypeekstrakt: Вітамін С з екстракту шипшини.
- Weifa C-vitamin brusetabletter: Шипучі таблетки вітаміну С.
- Weifa Kalsium: добавки кальцію.

## Активні інгредієнти
- Кодеїн: застосовується для знеболення та препаратів проти кашлю. [20]
- Метформін: застосовується при лікуванні цукрового діабету 2 типу першої лінії. [21]
- Фолкодин: Використовується в медицині від кашлю.

## Розвиток
Маючи загалом понад 99 співробітників, Weifa сьогодні приносить річний оборот приблизно 40 млн. Євро (35% обороту досягається на міжнародному рівні). Weifa базує свій розвиток на 3 критеріях:
1. Міжнародна експансія
2. Експертиза у галузі фармацевтики та тонких хімічних речовин
3. Угоди про партнерство

## Норвегія
Weifa має лідируючі позиції на ринку в продуктах для управління болем для норвезького ринку, з портфелем фірмових продуктів, який включає в себе встановлені назви брендів, таких як Ibux таблетки, Paracet таблетки і Paralgin Forte таблеток. Фірмові товари становлять приблизно 70% чистого продажу.

## Експорт
Провідними експортними ринками Weifa є Німеччина та Велика Британія. Окрім цих двох основних експортних ринків, Weifa має давню присутність у всіх основних країнах Європейського Союзу, у Східній Європі, Африці, Північній Америці, Південній Америці та Азії.